# The Mother (film, 2023)
Pour l’article homonyme, voir The Mother.
Pour plus de détails, voir Fiche technique et Distribution.
The Mother est un film d'action américain réalisé par Niki Caro et sorti en 2023 sur Netflix. Écrit par Misha Green (en), Andrea Berloff et Peter Craig, le film met en vedette Jennifer Lopez.

## Synopsis
Alors qu'elle fuit depuis longtemps de dangereux assaillants, une ancienne tueuse sort de sa cachette pour protéger sa fille, qu’on lui a enlevée à sa naissance.

## Fiche technique
Sauf indication contraire, les informations mentionnées dans cette section peuvent être confirmées par les bases de données cinématographiques IMDb et Allociné,  présentes dans la section « Liens externes ».
- Titre original : The Mother
- Réalisation : Niki Caro
- Scénario : Misha Green, Andrea Berloff et Peter Craig
- Musique : Germaine Franco
- Décors : Jean-François Campeau
- Costumes : Bina Daigeler et Jeriana San Juan
- Montage : David Coulson
- Photographie : Ben Seresin
- Production : Jennifer Lopez, Misha Green, Benny Medina, Roy Lee et Miri Yoon
  - Productrices déléguées : Catherine Hagedorn et Molly Allen
  - Productrice associée : Courtney Baxter
  - Coproductrices : Liz Tan et Susan Towner
- Sociétés de production : Nuyorican Productions (en), Vertigo Entertainment et Netflix
- Société de distribution : Netflix
- Pays de production :  États-Unis
- Langue originale : anglais
- Genre : action, thriller
- Format : couleur - son Dolby Digital
- Date de sortie :
  - Monde : 12 mai 2023 (sur Netflix)

## Distribution
- Jennifer Lopez (VF : Annie Milon) : la mère
- Lucy Paez (VF : Bianca Tomassian) : Zoe, la fille
- Joseph Fiennes (VF : Sylvain Agaësse) : Adrian Lovell
- Gael García Bernal (VF : Julien Allouf) : Hector Alvarez
- Omari Hardwick (VF : Daniel Njo Lobé) : l'agent William Cruise
- Paul Raci (VF : Michel Mella) : Jons
- Jesse Garcia : Tarantula
- Yvonne Senat Jones (VF : Corinne Wellong) : Sonya
- Edie Falco : Eleanor Williams

## Production

### Genèse et développement
En février 2021, il est annoncé que Jennifer Lopez a rejoint la distribution d'un film distribué par Netflix, réalisé par Niki Caro, d'après un scénario de Misha Green et Andrea Berloff.
En septembre 2021, Joseph Fiennes, Omari Hardwick, Gael García Bernal, Paul Raci et Lucy Paez rejoignent eux aussi la distribution. En octobre 2021, Jesse Garcia et Yvonne Senat Jones sont annoncés.

### Tournage
Le tournage débute à Vancouver le 4 octobre 2021,. Le 11 janvier 2022, le tournage est suspendu en raison de l'épidémie d'un variant COVID.
En mars 2022, le tournage a eu lieu sur l'île espagnole de Gran Canaria, utilisant la vieille ville de Las Palmas de Gran Canaria comme une ville de Cuba. Le Gabinete Literario qui y est situé a été utilisé comme un casino. Le sud de l'île a également été choisi pour filmer une fête dans une villa.